# La Galissonnière (tàu tuần dương Pháp)
La Galissonnière là một tàu tuần dương hạng nhẹ của Hải quân Pháp, là chiếc dẫn đầu của lớp La Galissonnière bao gồm sáu chiếc được chế tạo trước Chiến tranh Thế giới thứ hai. Tên của nó được đặt theo Roland-Michel Barrin de La Galissonière. Trong chiến tranh, nó phục vụ cùng với phe Vichy Pháp và đã bị đánh đắm tại Toulon vào ngày 27 tháng 11 năm 1942.

## Thiết kế và chế tạo
Thiết kế của lớp La Galissonnière hình thành dựa trên sự cạnh tranh chạy đua vũ trang giữa Pháp và Ý, đối thủ tiềm năng chủ yếu của họ tại Địa Trung Hải. Với trọng lượng choán nước vào khoảng 7.000-9.000 tấn, dàn pháo chính bao gồm chín khẩu pháo 152 mm (6,0 in)/55 calibre bố trí trên ba tháp pháo ba nòng, vỏ giáp khá tốt và tốc độ tối đa lên đến 31–32 kn (57–59 km/h), lớp La Galissonnière tương đương hay vượt trội hơn ở nhiều khía cạnh so với các thế hệ của lớp tàu tuần dương Condottieri của Hải quân Ý, nhưng chỉ ngang bằng hay kém hơn so với các tàu tuần dương hạng nhẹ của Anh hay Đức đương thời.
Là chiếc dẫn đầu của lớp, La Galissonnière được đặt lườn tại Xưởng vũ khí Brest ở thành phố Brest vào ngày 15 tháng 12 năm 1931. Nó được hạ thủy vào ngày 18 tháng 11 năm 1933 và đưa ra hoạt động cùng Hải quân Pháp vào ngày 1 tháng 1 năm 1936.

## Lịch sử hoạt động
La Galissonnière thoạt tiên được phân về Hải đội hạng nhẹ 2 tại Địa Trung Hải cho đến tháng 10 năm 1937, khi nó hình thành nên Hải đội Tuần dương 3 đặt căn cứ tại Toulon cùng với các con tàu chị em Jean de Vienne và Marseillaise. Khi Chiến tranh Thế giới thứ hai nổ ra, La Galissonnière thực hiện nhiệm vụ tuần tra ngoài khơi bờ biển Tunisia cho đến giữa tháng 11 năm 1939, khi nó trải qua một đợt tái trang bị lớn tại Brest cho đến cuối tháng 2 năm 1940. Sau đó nó đặt căn cứ tại Toulon cho đến khi Pháp đầu hàng.
Từ tháng 1 năm 1941, La Galissonnière được đưa về một đơn vị gọi là Lực lượng Biển khơi của phe Vichy Pháp, nhưng hầu như không đi ra biển do bị thiếu hụt nhiên liệu, bị tháo dỡ vũ khí và không hoạt động. Vào tháng 11 năm 1942, Đức xâm chiếm vùng tự do của Pháp và tìm cách chiếm các tàu chiến Pháp tại Toulon; nên cùng với hầu hết hạm đội Pháp trong cảng, nó bị đánh đắm vào ngày 27 tháng 11 năm 1942 để ngăn không lọt vào tay quân Đức. Chiếc tàu tuần dương dùng chung ụ tàu với thiết giáp hạm Dunkerque, nên thuyền trưởng của nó di chuyển nó ra phía trước rồi mở van làm đắm tàu để chặn cửa ra vào ụ tàu.
Được trao cho phía Ý sau một số trì hoãn vì lý do chính trị, con tàu được Hải quân Ý cho nổi trở lại vào ngày 3 tháng 3 năm 1943 và được đổi tên thành FR 12. Tuy nhiên, dự định sáp nhập các con tàu trước đây của Pháp vào lực lượng của mình không thể thực hiện do tình trạng thiếu hụt nhiên liệu triền miên của Ý. Nó bị hư hại sau một cuộc không kích của Đồng Minh vào ngày 24 tháng 11 năm 1943. Đến năm 1944, sau khi Ý đầu hàng, phía Đức chuyển các con tàu cho chính phủ Vichy. Tuy nhiên nó lại bị trúng bom và chìm sau cuộc không kích do máy bay ném bom B-25 của Không lực Lực quân Hoa Kỳ tiến hành vào ngày 18 tháng 8 năm 1944. Xác tàu đắm được cho nổi trở lại và cuối cùng bị tháo dỡ vào năm 1952.